# Prefettura di Gaoual
Gaoual è una prefettura della Guinea nella regione di Boké, con capoluogo Gaoual.
La prefettura è divisa in 8 sottoprefetture, corrispondenti ai comuni:
- Foulamory
- Gaoual
- Kakony
- Koumbia
- Kounsitel
- Malanta
- Touba
- Wendou M'Bour